# Christine McIntyre
Christine Cecilia McIntyre (16 de abril de 1911 — 8 de julho de 1984) foi uma atriz de cinema com uma carreira de muitos filmes entre as décadas de 1930 e 1940, mas provavelmente é melhor conhecida pelas personagens loiras que interpretou na série de curtas metragens dos Três Patetas produzida pela Columbia Pictures (1934-1959).

## Primeiros anos
Nascida em Nogales (Arizona) , Christine McIntyre teve quatro irmãos. Uma cantora erudita, McIntyre se formou em Música na Faculdade de Chicago (Chicago Musical College) em 1933. Nessa época desenvolveu sua voz de soprano que pode ser apreciada em muitos curta-metragens dos Três Patetas da década de 1940.
Como atriz, McIntyre estreou na RKO Pictures, no filme de 1937 chamado Swing Fever. Na sequência da carreira, às vezes cantando além de atuar, ela apareceria em vários faroestes "B" ao lado de Ray Corrigan e Buck Jones entre outros. Na época usava os cabelos escuros, inclusive em filmes mais bem produzidos (como Blondie Takes a Vacation de 1939). Alguns números musicais que ela cantou nos filmes foram "Danúbio Azul" e "Vozes da Primavera". Essas cenas provavelmente inspiraram os Três Patetas a incluírem "Vozes da Primavera" em seu curta-metragem "Micro-Phonies".

## Série dos Três Patetas e a Columbia Pictures
Em 1944, o produtor da Columbia Pictures chamado Hugh McCollum contratou Christine McIntyre por um período de longo prazo.  Nessa época ela apareceria em curtas metragens de Shemp Howard, Andy Clyde, Joe Besser, Bert Wheeler e Hugh Herbert. A comédia de Herbert chamada Wife Decoy é na verdade uma ocasião em que ela atuou como a real protagonista. Nesse filme seu personagem pinta os cabelos de loiro. Na sequência da carreira, ela manteve essa aparência. As comédias da Columbia exigiram grande versatilidade da atriz, que aparecia em papeis diferentes tais como heroínas charmosas, vilãs pérfidas e damas da sociedade.
A parceira de McIntyre com os Três Patetas a tornou bastante conhecida. Sua estréia com o trio de comediantes foi em Idle Roomers (1944), seguido de No Dough Boys. A voz de McIntyre lhe trouxe a proeminência na citada película de 1945 Micro-Phonies. Ela interpretou "Vozes da Primavera" e "Lucia di Lammermoor." Esse último número seria repetido três anos depois em Squareheads of the Round Table.
Sua personagem da Senhora Hopkins em Brideless Groom levou a que tivesse de participar de uma cena de violência cômica na qual ela esbofeteava Shemp Howard. O diretor Edward Bernds assim relembra o episódio (em tradução livre):
| “ | "Na história, Shemp tinha poucas horas para se casar se quisesse herdar a fortuna de um tio falecido. Ele chama Christine McIntyre, que se engana e o confunde com um primo dela (Basil), dando-lhe beijos e abraços. Quando o primo verdadeiro telefona, ela percebe o engano e acusa Shemp de se aproveitar da ocasião para beijá-la. Na sequência, ela deveria lhe dar uns tapas. Bem educada como era, Chris não conseguia convencer na ação; ela batia muito devagar, com medo de ferir Shemp. Depois de algumas tomadas ruins, Shemp implorou a ela. "Querida", disse ele, "se quiser me fazer um favor, se solte e bata direito. Uma porção de tapas mal dados dói mais do que um único caprichado. Faça isso por mim, Chris, e vamos acabar logo com isso". Chris então tomou coragem e na proxima tomada, fez o que Shemp pediu. Toda a sequência de tapas foi perfeita, soavam como disparos de pistolas. Shemp foi derrubado por cima de uma cadeira, saltou e tomou outro tapa que o fez novamente cair e, cambaleando e tentando se explicar só para levar outra bofetada. Então Chris aplicou-lhe um direto que o fez atravessar a porta. Quando a filmagem terminou, Shemp estava zonzo, realmente zonzo. Chris o abraçou e pediu desculpas em lágrimas. "Está tudo bem, querida", disse Shemp todo dolorido. "Eu disse para você fazer e você fez. E como fez!'" | ” |

Contudo, os atores erraram a marcação e se aproximaram demais, sendo que o soco que é mostrado na cena acertou o nariz de Shemp de verdade (a parte na qual ele atravessa a porta), quebrando o seu nariz.
O produtor McCollum e o diretor Bernds reconheciam as habilidades de Christine McIntyre e sempre preparavam material especialmente para ela.
McIntyre também trabalhou para a Monogram Pictures. Após interpretar um papel de uma editora de jornal em News Hounds, uma comédia dos The Bowery Boys, ela voltou a ser co-protagonista de filmes de faroeste de baixo orçamento. Mesmo já com a idade de 40 anos na época, conseguia convencer em papeis de personagens mais jovens.
McIntyre se casou com o famoso radialista J. Donald Wilson em 1953. A esse tempo, seus mentores Hugh McCollum e Edward Bernds já haviam deixado a Columbia, ficando Jules White responsável pela direção dos curtas. White gostava de humor físico e as cenas eram cansativas para ela, com muita violência e tortas na cara. Quando seu contrato com a Columbia expirou em 1954, McIntyre ficou feliz em se aposentar e se retirou da carreira artistica. A Columbia continuou a usar suas antigas cenas até 1958, o que lhe permitiu receber dinheiro mesmo depois da sua parada.

## Últimos anos
A morte súbita do marido Wilson, acometido de um enfarte do miocárdio em janeiro de 1984, abalou McIntyre. Ela já sofria de câncer e seis meses depois, viria a falecer em Van Nuys, Los Angeles, Califórnia, no dia 8 de julho de 1984. Ela tinha 73 anos de idade e foi enterrada no Cemitério Holy Cross em Culver City, Califórnia.

## Filmografia selecionada
- Idle Roomers (1944)
- No Dough Boys (1944)
- Three Pests in a Mess (1945)
- Micro-Phonies (1945)
- G.I. Wanna Home (1946)
- Gilda (1946)
- Society Mugs (1946)
- All Gummed Up (1947)
- Angel and the Badman (1947)
- Vagabond Loafers (1949)
- Scheming Schemers (1956) (cenas antigas)
- Pies and Guys (1958) (cenas antigas)
- Stop! Look! and Laugh! (1960) (cenas antigas)